# Marc Minkowski

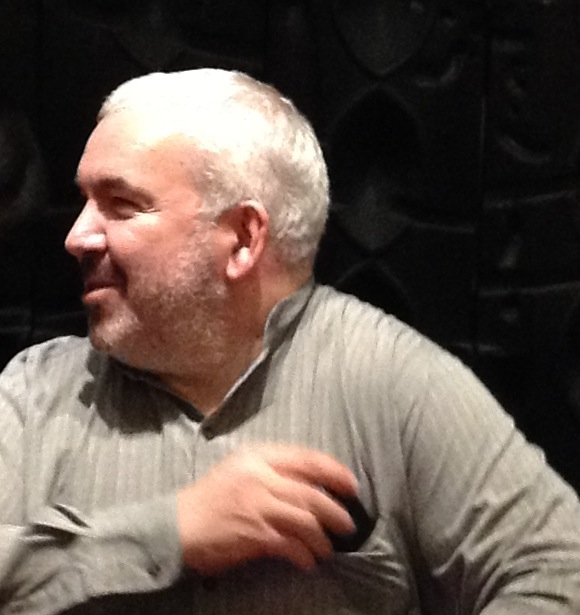
Marc Minkowski, 2013

Marc Minkowski (Parijs, 4 oktober 1962) is een Frans oude-muziekspecialist en dirigent van Les Musiciens du Louvre. Minkowski is de zoon van professor Alexandre Minkowski en de vertaalster Anne Wade Minkowski. Hij begon zijn muzikale loopbaan als fagottist. Op twintigjarige leeftijd richtte hij in 1982 het orkest Les Musiciens du Louvre en legde zich toe op het uitvoeren van muziek uit de barok en het classicisme. Zijn orkest had bij de oprichting Parijs als thuishaven maar verhuisde in 1996 naar Grenoble.
Het merendeel van de CD's die hij opnam werden uitgebracht bij Deutsche Grammophon maar ook bij Erato, EMI's Virgin Classics en Naïve Records.